# Onthophagus tatsienluensis
Onthophagus tatsienluensis är en skalbaggsart som beskrevs av Vladimir Balthasar 1942. Onthophagus tatsienluensis ingår i släktet Onthophagus och familjen bladhorningar. Inga underarter finns listade i Catalogue of Life.